# Ахалая, Татьяна Ильинична
Татьяна Ильинична Ахалая (1928 год, село Ингири, Зугдидский район, ССР Грузия) — звеньевая колхоза «Ингири» Зугдидского района, Грузинская ССР. Герой Социалистического Труда (1948).

## Биография
Родилась в 1928 году в крестьянской семье в селе Ингири Зугдидского района. Трудовую деятельность начала в годы Великой Отечественной войны рядовой колхозницей на чайной плантации колхоза «Ингири» Зугдидского района, председателем которого был Иродий Георгиевич Чургулия. Трудилась в звене Ксении Павловны Сарсании. В послевоенные годы возглавляла комсомольско-молодёжное звено.
В 1947 году звено под её руководством собрало 10 тысяч килограмм сортового зелёного чайного листа с участка площадью 4,5 гектара. Указом Президиума Верховного Совета СССР от 21 февраля 1948 года удостоена звания Героя Социалистического Труда за «получение высоких урожаев сортового зелёного чайного листа и табака в 1947 году» с вручением ордена Ленина и золотой медали «Серп и Молот» (№ 787).
В последующие годы переехала в Абхазскую АССР.